# Jean Jouvenet
Jean-Baptiste Jouvenet (Ruão, abril de 1644 – Paris, 5 de abril de 1717) foi um  pintor francês, especializado em temas religiosos. Eloquente e impressionante, distingue-se por um sentimento de solidez e cores. O naturalismo do estilo Jouvenet define seu trabalho para além do nível da maioria da pintura religiosa de seu tempo. Devido aos trabalhos de Jouvenet a pintura francesa no final do século XVII atingiu uma expressão pictórica que poderia rivalizar com os grandes mestres estrangeiros do barroco.

## Biografia
Ele nasceu em uma família de artistas em Ruão. Sua primeira formação em arte era de seu pai, Laurent Jouvenet; uma geração anterior, seu avô, Noel Jouvenet, pode ter ensinado Nicolas Poussin. Foi Jean Jouvenet quem aperfeiçoou a técnica de pintura de Jean II Restout, seu sobrinho.
Ele se mudou para Paris em 1661 onde tornou-se um dos assistentes de Charles Le Brun, sendo que no início trabalhou na decoração do Salon de Mars, no Palácio de Versalhes. Em 1675 tornou-se membro da Academia Real de Pintura e Escultura. Com Charles de La Fosse, ele foi um dos que mais contribuíram para o trabalho de transformação, que resultou no surgimento da escola de artistas século XVIII, destacando as decorações do Grand Trianon e o Hôtel des Invalides, mas ele também é lembrado como o pintor francês líder religioso de sua geração, a realização de inúmeras comissões importantes para as igrejas em Paris e em outros lugares. Ao longo de sua carreira, ele também pintou retratos. Em 1713, sua mão direita ficou paralisada, mas ele aprendeu a pintar com a esquerda.

## Leitura de apoio
- Descamps, J.-B., & Dézallier d'Argenville, A.-J. (1840). Vie des peintres flamands et hollandais. Marseille: Impr. J. Barile. OCLC 11486087